# Jaula de hierro
Jaula de hierro es un concepto sociológico acuñado por Max Weber que se refiere al aumento de la racionalización de la vida social, sobre todo en las sociedades capitalistas occidentales. La jaula de hierro crea un sistema basado en la eficiencia teleológica, el control y el cálculo racional. Asimismo, Weber describió la burocratización del orden social como "la noche polar de helada oscuridad". La expresión jaula de hierro (iron cage) procede de la traducción al inglés que Talcott Parsons hizo en 1958 del libro La ética protestante y el espíritu del capitalismo.

## La burocracia
El enfoque de Weber en la tendencia a la racionalización lo llevó a preocuparse por el funcionamiento y la expansión de empresas a gran escala tanto en el sector público como en el privado de las sociedades modernas. La burocracia puede considerarse un caso particular de racionalización, aplicada a la organización humana. La coordinación burocrática de la acción humana, creía Weber, es la marca distintiva de las estructuras sociales modernas. Para estudiar estas organizaciones, tanto históricamente como en la sociedad contemporánea, Weber desarrolló las características de una burocracia de tipo ideal:
- Jerarquía de autoridad
- Impersonalidad
- Reglas de conducta escritas
- Promoción basada en logros
- División especializada del trabajo
- Eficiencia[2]

## Coste de las burocracias
"El cálculo racional ... reduce a cada trabajador a un engranaje en esta máquina burocrática y, viéndose a sí mismo de esta manera, simplemente preguntará cómo transformarse ... a un engranaje más grande ... La pasión por la burocratización en esta reunión impulsa nos desesperemos".

- Pérdida de la individualidad ; [25] el trabajo ahora se vende a alguien que tiene el control, en lugar de que los individuos sean artesanos y se beneficien de su propio trabajo. [26]
- Pérdida de autonomía ; otros están dictando lo que valen los servicios de un individuo. [27]
- Los individuos desarrollan una obsesión con el cambio a posiciones más grandes y mejores, pero alguien más siempre determinará el valor de nuestros logros. [28]
- Falta de libertad individual; los individuos ya no pueden participar en una sociedad a menos que pertenezcan a una organización a gran escala,[4] donde se les asignan tareas específicas a cambio de que renuncien a sus deseos personales para cumplir con los objetivos de la burocracia,[5] y ahora estén siguiendo la autoridad legal.[6]
- Especialización ; Con la especialización, la sociedad se vuelve más interdependiente y tiene un propósito menos común.[7] Hay una pérdida en el sentido de comunidad porque el propósito de las burocracias es hacer el trabajo de manera eficiente.[8]

Las jerarquías burocráticas pueden controlar los recursos en busca de sus propios intereses personales, [34] lo que afecta enormemente la vida de la sociedad y la sociedad no tiene control sobre esto. También afecta el orden político de la sociedad y los gobiernos porque las burocracias se construyeron para regular estas organizaciones, pero la corrupción sigue siendo un problema. [35] El objetivo de la burocracia tiene un objetivo decidido [36] que puede arruinar el orden social ; Lo que podría ser bueno para la organización podría no serlo para la sociedad en su conjunto, que luego puede dañar el futuro de la burocracia. [37] Racionalización formal [38]En la burocracia tiene sus problemas también. Hay temas de control, despersonalización y creciente dominación. Una vez que se crea la burocracia, el control es indestructible. [39] Solo hay un conjunto de reglas y procedimientos, lo que reduce a todos al mismo nivel. La despersonalización se produce porque las situaciones individuales no se tienen en cuenta. [40] Lo más importante es que las burocracias se volverán más dominantes con el tiempo a menos que se detengan. En una sociedad industrial avanzada , burocrática, todo se convierte en parte de la máquina en expansión, incluso las personas. [41]
Si bien se supone que las burocracias se basan en la racionalización , actúan de manera exactamente opuesta. Las burocracias políticas se establecen para proteger nuestras libertades civiles , pero las violan con sus imponentes normas. El desarrollo y las burocracias agrícolas se establecen de manera tal que ayuden a los agricultores, pero que los saquen del negocio debido a la competencia del mercado a la que contribuyen las burocracias. Las burocracias de servicio, como la atención médica, están preparadas para ayudar a los enfermos y ancianos, pero luego niegan la atención según criterios específicos. [42]